# مروى مزيان
مروى مزيان هي لاعبة مصارعة حرة تونسية وُلدت في 28 أكتوبر 1988، ومثلت تونس في دورة الألعاب الأولمبية الصيفية عام 2012 حيث شاركت في منافسات الوزن أقل من 48 كيلوغرام للسيدات.

## المشاركات والميداليات
شاركت مروى مزيان في عدة نسخ من بطولة إفريقيا للمصارعة، ونجحت في حصد عدد من الميداليات كان آخرها الميدالية الفضية في منافسات الوزن أقل من 53 كيلوغرام للسيدات عام 2018، والميدالية الذهبية في منافسات الوزن أقل من 53 كيلوغرام للسيدات عام 2017. كما شاركت مروى مزيان في عام 2012 في دورة الألعاب الأولمبية الصيفية التي أقيمت بمدينة لندن في المملكة المتحدة، ولكنها خرجت من الدور ثمن النهائي في منافسات الوزن 48 كيلوغرام للسيدات بعد خسارتها أمام اللاعبة السنغالية إيزابيل سامبو. ويوضح الجدول التالي أهم المُسابقات والبطولات التي شاركت فيها مروى مزيان، وأبرز الميداليات والألقاب التي حققتها في البطولات والمسابقات المختلفة:  
| العام | المسابقة                          | المكان                | الترتيب/الميدالية | المنافسات                                               | ملاحظات                                                                    |
| ----- | --------------------------------- | --------------------- | ----------------- | ------------------------------------------------------- | -------------------------------------------------------------------------- |
| 2011  | بطولة إفريقيا للمصارعة            | داكار، السنغال        | المركز الثالث     | منافسات المصارعة الحرة للوزن أقل من 48 كيلوغرام للسيدات |                                                                            |
| 2012  | في دورة الألعاب الأولمبية الصيفية | لندن، المملكة المتحدة | لم تتأهل          | منافسات المصارعة الحرة للوزن أقل من 48 كيلوغرام للسيدات | خرجت من الدور ثمن النهائي بعد خسارتها أمام اللاعبة السنغالية إيزابيل سامبو |
| 2013  | ألعاب البحر الأبيض المتوسط        | مرسين، تركيا          | المركز الثالث     | منافسات المصارعة الحرة للوزن أقل من 48 كيلوغرام للسيدات |                                                                            |
| 2017  | بطولة إفريقيا للمصارعة            | مراكش، المغرب         | المركز الأول      | منافسات المصارعة الحرة للوزن أقل من 53 كيلوغرام للسيدات |                                                                            |
| 2018  | بطولة إفريقيا للمصارعة            | بورت هاركورت، نيجيريا | المركز الثاني     | منافسات المصارعة الحرة للوزن أقل من 53 كيلوغرام للسيدات |                                                                            |